# Opolsko-ratibořské knížectví
Opolsko-ratibořské knížectví (polsky: Księstwo opolsko-raciborskie, německy: Herzogtum Oppeln und Ratibor) bylo jedno z četných slezských knížectví, kterým vládla slezská větev polské královské dynastie Piastovců. Vzniklo v roce 1202 z unie hornoslezského Opolského a Ratibořského knížectví, vzácnou výjimkou z pokračující feudální fragmentace původního Slezského knížectví.
V roce 1281 bylo znovu rozděleno. V roce 1521 jej obnovil poslední slezský Piastovec, vévoda Jan II. Dobrý. Po jeho bezdědické smrti připadlo knížectví Českému království. Krátce bylo součástí Polsko-litevské unie v 17. století; nakonec jako většina tehdejší převážně německy mluvící provincie Slezsko bylo po první slezské válce v roce 1742 připojeno k Prusku.

## První knížectví

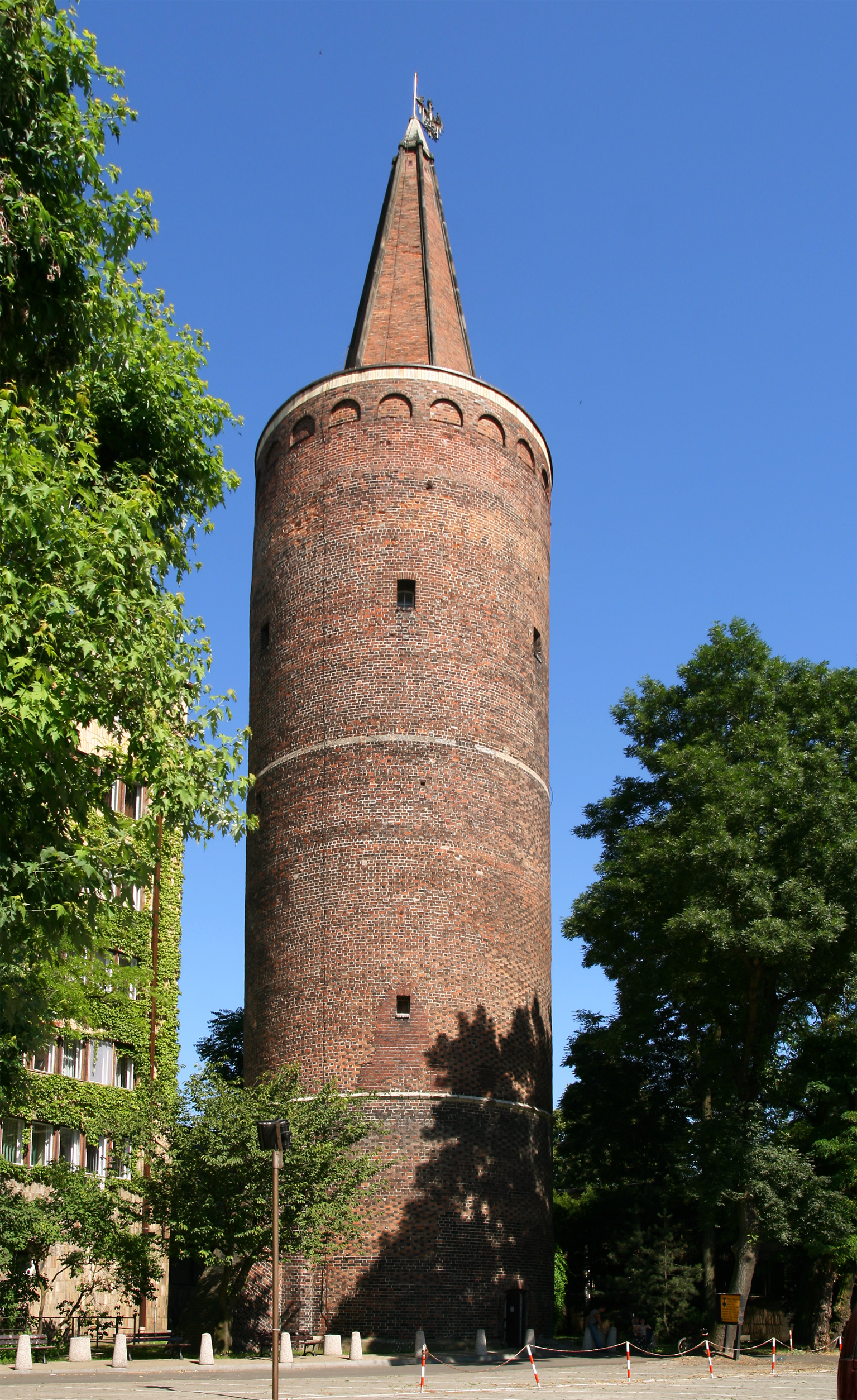
Piastovská věž v Opolí, poslední zbývající část Piastovského hradu, rezidence knížat z Opole a Ratiboře

Ratibořské knížectví pod vedením vévody Měška Křivonohého bylo založeno v roce 1173 při rozdělení Slezska mezi syny vévody Vladislava II. Převážná část slezských zemí kolem Vratislavi přešla na Měškova staršího bratra vévodu Boleslava I. Vysokého, takže mladší bratr byl nespokojený. Po Boleslavově smrti v roce 1201 obsadil Měško Opolské vévodství, které bylo založeno pro jeho zesnulého synovce Jaroslava, a vytvořilo tak sjednocené Opolsko-ratibořské knížectví. Boleslavův dědic, vévoda Jindřich I. Bradatý, se musel vzdát svých nároků, čímž bylo ustáleno staletí trvající rozdělení Horního a Dolního Slezska.
Knížata se usadila na opolské kastelánii. Měškův syn Kazimír I. Opolský, kníže z roku 1211, pozval německé osadníky přistěhovalé do jeho knížectví v průběhu německé východní kolonizace a udělil německé městské právo osadám jako Leśnica, Ujazd, Gościęcin, Biała a Olesno. Jelikož byl Kazimírův nástupce vévoda Měšek II. Tlustý po smrti svého otce v roce 1230 ještě nezletilý, regentství nad jeho knížectvím převzal jeho strýc Jindřich I. Bradatý, který tak opět vládl celému Slezsku. V roce 1233 Jindřich, tehdejší polský kníže-senior, udělil Měškovu mladšímu bratru Vladislavovi velkopolské země Kališ. Jindřichovy plány odstrčit své synovce však nakonec selhaly: když Měško II. dosáhl plnoletosti, převzal vládu nad Opolsko-ratibořským knížectvím, čímž se vzepřel nárokům vzneseným Jindřichovým dědicem, knížetem-seniorem Jindřichem II. Pobožným. Velkopolská území byla nakonec ztracena vévodou Přemyslem I. až do roku 1249.
V roce 1246 vystřídal Měška II. jeho bratr Vladislav, který se začal vměšovat do evropské politiky: zprvu podporoval krále Bélu IV. Uherského v jeho konfliktu s králem Přemyslem Otakarem II. Českým kolem držení Rakouského arcivévodství. Nicméně král Přemysl Otakar II. zvítězil a Vladislav vyměnil strany a bojoval se svým slezským bratrancem knížetem Jindřichem III. Bílým proti králi Bélovi v bitvě u Kressenbrunnu roku 1260. Také se spikl s místními šlechtici v polské seniorátní provincii Krakov proti knížeti Boleslavu V. Stydlivému, což vedlo v roce 1273 k povstání. Vladislav nedokázal získat polský trůn, přesto se mohl zmocnit velkých malopolských území. Pomohl osvobodit mladého slezského knížete Jindřicha IV. Proba, za kterého se roku 1280 provdala jeho dcera (Konstancie?). Vladislav dále povzbudil německou východní kolonizaci, když založil četná města jako Bytom, Lędziny, Těšín, Pszów, Żory, Gliwice a Wodzisław, které bylo pojmenovano po něm. Musel také přestavět své sídlo v Opolí, které bylo zničeno během mongolského vpádu v roce 1241.
Po Vladislavově smrti v roce 1281 si jeho čtyři synové znovu rozdělili knížectví mezi sebou. V roce 1282 byla obnoveno Opolsko-ratibořské knížectví, přičemž Opolí bylo přiděleno Boleslavovi a Ratiboř Přemkovi. Tyto entity, které byly dále rozděleny v roce 1284 a 1290, vytvořily Bytomské knížectví (přiděleno Kazimírovi) a Těšínské knížectví (přiděleno Měškovi).

### Opolsko-ratibořská knížata
- 1202–⁠1211 – Měšek I. Křivonohý
- 1211–⁠1229/30 – Kazimír I. Opolský
- 1229/30–⁠1246 – Měšek II. Tlustý
- 1246–⁠1280/1 – Vladislav Opolský
- 1281/2–⁠1284 – rozkol mezi Kazimírem Bytomským, Boleslavem I. Opolským, Přemkem Ratibořským a Měškem I., vévodou těšínským

## Druhé knížectví

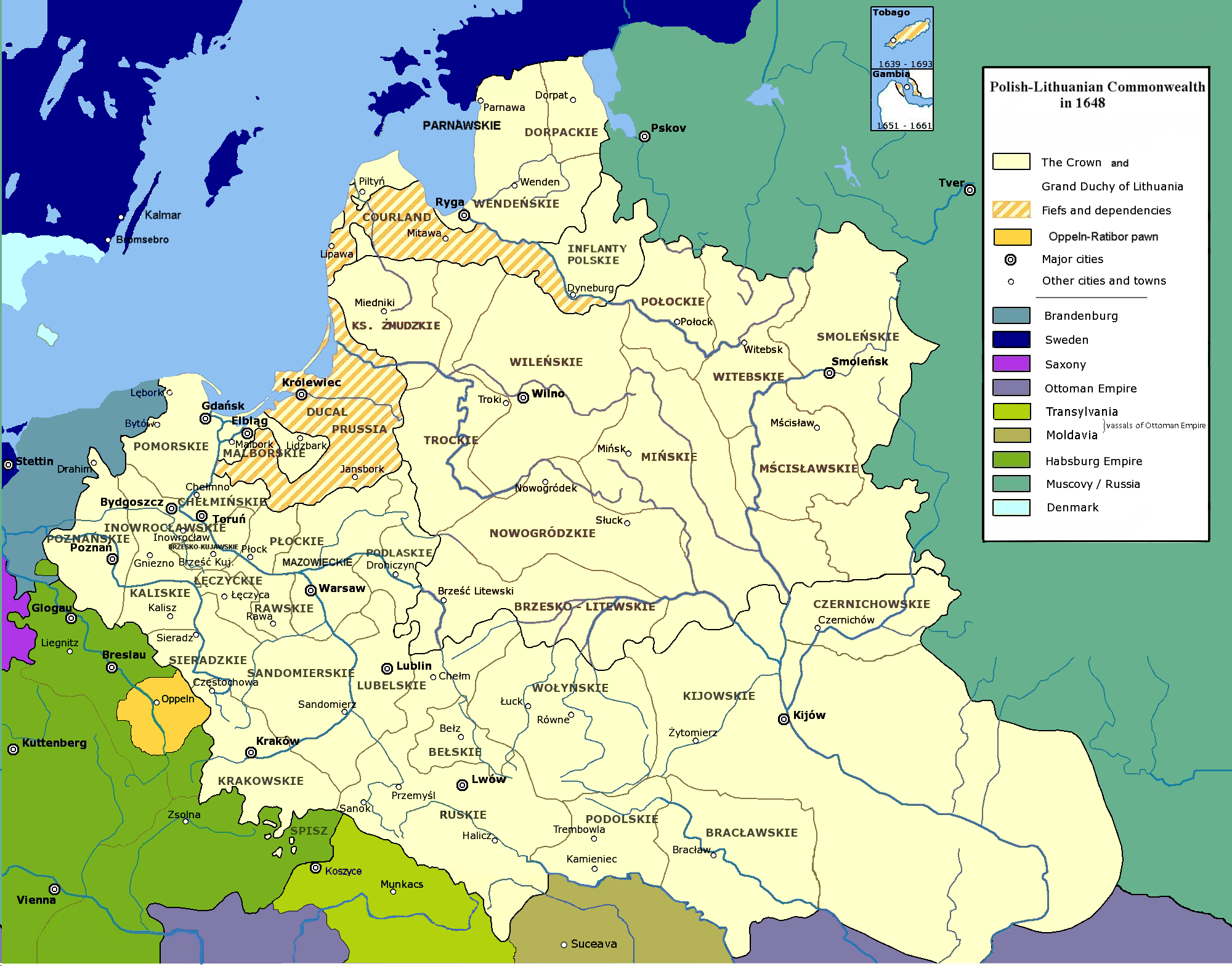
Polsko-litevská unie v roce 1648 s Opolským a Ratibořským knížectvím vyznačeným žlutě (na západ)

V roce 1521 bylo knížectví obnoveno působením posledního slezského Piastovce Jana II. Dobrého. Jan však roku 1532 zemřel bez potomků a opolská linie Piastovců vymřela, načež Opolí a Ratiboř jako vrácená léna byly plně pod suverenitou Koruny české. Poté připadly markraběti Jiřímu Braniborsko-Ansbašskému z rodu Hohenzollernů, který v roce 1522 podepsal s Janem dědickou smlouvu a nakonec dosáhl souhlasu českého krále Ferdinanda I. Habsburského. Od roku 1645 do roku 1666 bylo Opolí v zástavě polského rodu Vasovců, protože bylo věnem polské královny Cecílie Renaty, poté připadlo zpět českým habsburským králům a nakonec v roce 1742 bylo připojeno a začleněno do Pruského království.